# Oenopota pyramidalis
Oenopota pyramidalis is een slakkensoort uit de familie van de Mangeliidae. De wetenschappelijke naam van de soort is voor het eerst geldig gepubliceerd in 1788 door Strøm.